# 山東站
山東站（日语：／ Sandō  eki */?）是位於和歌山縣和歌山市永山，屬於和歌山電鐵的貴志川線車站。車站編號為「10」。

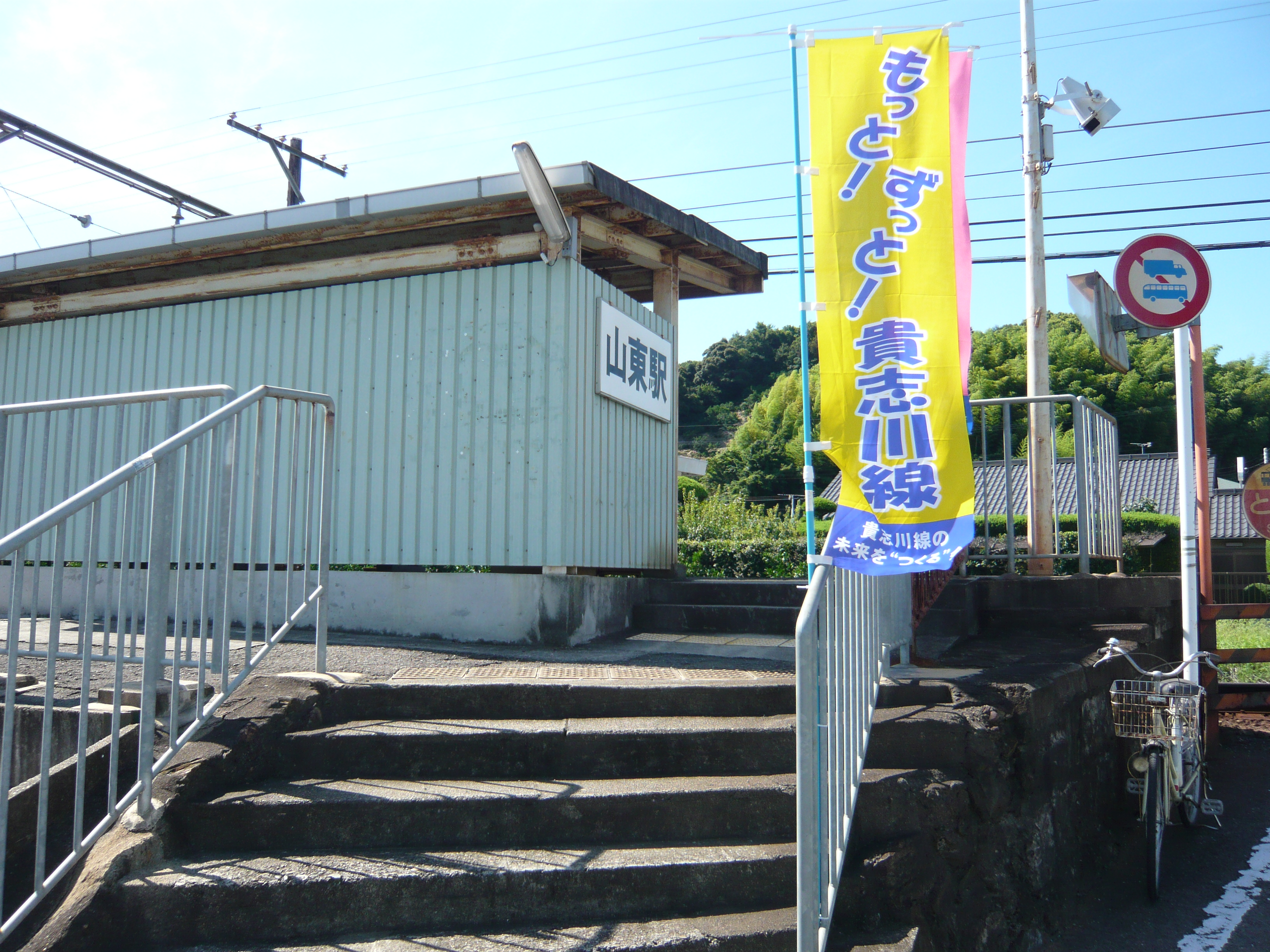
車站入口（2011年7月）

## 歷史
- 1933年（昭和8年）8月18日 - 和歌山鐵道山東永山站啟用。
- 1945年（昭和20年） - 伊太祁曾至山東永山之間的東山東站廢止，山東永山站改名為山東站（第二代）。
- 1957年（昭和32年）11月1日 - 公司合併至和歌山電氣軌道，成為和歌山電氣軌道鐵道線車站。
- 1961年（昭和36年）11月1日 - 與南海電氣鐵道合併，成為南海電氣鐵道貴志川線車站。
- 1997年（平成9年） - 撤走車站大樓。
- 2006年（平成18年）4月1日 - 和歌山電鐵繼承貴志川線，成為和歌山電鐵貴志川線車站。

## 車站構造
本站是地面車站，設有1面1線的單式月台，站房則在1997年（平成9年）便已撤走。本站現時為無人車站，站內沒有設置自動售票機或自動閘機，也無法使用Surutto KANSAI對應的車票。

## 利用狀況
在2019年（令和元年）度，此站1日平均上下車人次為68人。
以下為各年度1日平均上下車人次列表。
| 年度   | 1日平均 上下車人次 |
| ------ | ------------------ |
| 1980年 | 468                |
| 1985年 | 268                |
| 1990年 | 277                |
| 1995年 | 386                |
| 2000年 | 96                 |
| 2001年 | 84                 |
| 2002年 | 109                |
| 2003年 | 103                |
| 2004年 | 110                |
| 2005年 | 124                |
| 2006年 | 89                 |
| 2007年 | 91                 |
| 2008年 | 119                |
| 2009年 | 117                |
| 2010年 | 116                |
| 2011年 | 117                |
| 2012年 | 115                |
| 2013年 | 121                |
| 2014年 | 121                |
| 2015年 | 80                 |
| 2016年 | 76                 |
| 2017年 | 74                 |
| 2018年 | 72                 |
| 2019年 | 68                 |

## 車站周邊
- 和歌山市政廳東山東分所
- 和歌山市立東山東小學
- 藥善寺
- 足守觀音寺

## 相鄰車站
和歌山電鐵
貴志川線
伊太祈曾（09）－山東（10）－大池遊園（11）

## 注腳
1. ↑  令和元年度和歌山県公共交通機関等資料集PDF（日語）

## 外部連結
- 山東站（不同站的時間表）PDF（日語） - 和歌山電鐵